# 桂柳会戦
桂柳会戦（けいりゅうかいせん、中国語: 桂柳戰役）は、日中戦争の大陸打通作戦中に行われた日本軍と中国軍の戦闘である。
この戦闘の目的としては、日本側が中国からビルマへと繋がる援蔣ルートを断ち切り、同地域にあるアメリカ空軍義勇隊フライング・タイガースの基地を撃滅する事がある。